# Štulac (Vrnjačka Banja)
Štulac (em cirílico: Штулац) é uma vila da Sérvia localizada no município de Vrnjačka Banja, pertencente ao distrito de Ráscia, na região de Ráscia. A sua população era de 1177 habitantes segundo o censo de 2011.

## Demografia
| 1948 | 1953 | 1961 | 1971 | 1981 | 1991 | 2002 | 2011 |
| ---- | ---- | ---- | ---- | ---- | ---- | ---- | ---- |
| 633  | 822  | 854  | 878  | 973  | 1007 | 1142 | 1177 |